# Rivière des Prairies
Rivière des Prairies – rzeka w kanadyjskiej prowincji Quebec, na granicy regionów administracyjnych Laval i Montreal. Oddziela od siebie wyspy Île de Montréal i Jésus.
Rivière des Prairies wypływa z jeziora Lac des Deux Montagnes i uchodzi do Rzeki Świętego Wawrzyńca przy północnym krańcu Île de Montréal. Obecna nawa (z fr. Rzeka Łąk) została po raz pierwszy użyta już w 1615 roku przez Samuela de Champlaina. Od tego czasu pojawiały się różne uzasadnienia tej nazwy. W 1632 roku Gabriel Sagard Théodat napisał: „Rivière des Prairies, zwana tak ze względu na mnogość wysepek płaskich i łąk przyjemnych, które ta rzeka, jak i również ładne i duże jezioro, zawierają”. Zupełnie inne uzasadnienie znajduje się w dziele Relation des Jésuites de 1637: „Przy północnych brzegach wyspy Isle de Mont-Réal płynie rzeka Rivière des Prairies (...), nazwana tak od pewnego człowieka, który zwał się Des Prairies, który, płynąc barką w kierunku tych trzech rzek, zbłądził w pobliżu wysp tu widocznych (...) i rzekę tę potem po nim nazwano”. Wersję tę może potwierdzać wzmianka Champlaina z 1610 roku o handlarzu futrami, który nazywał się Des Prairies. W XVII wieku jako część Rivière des Prairies rozumiano również przedłużenie Ottawy między wyspami Bizard a Île de Montréal.